# Control científico

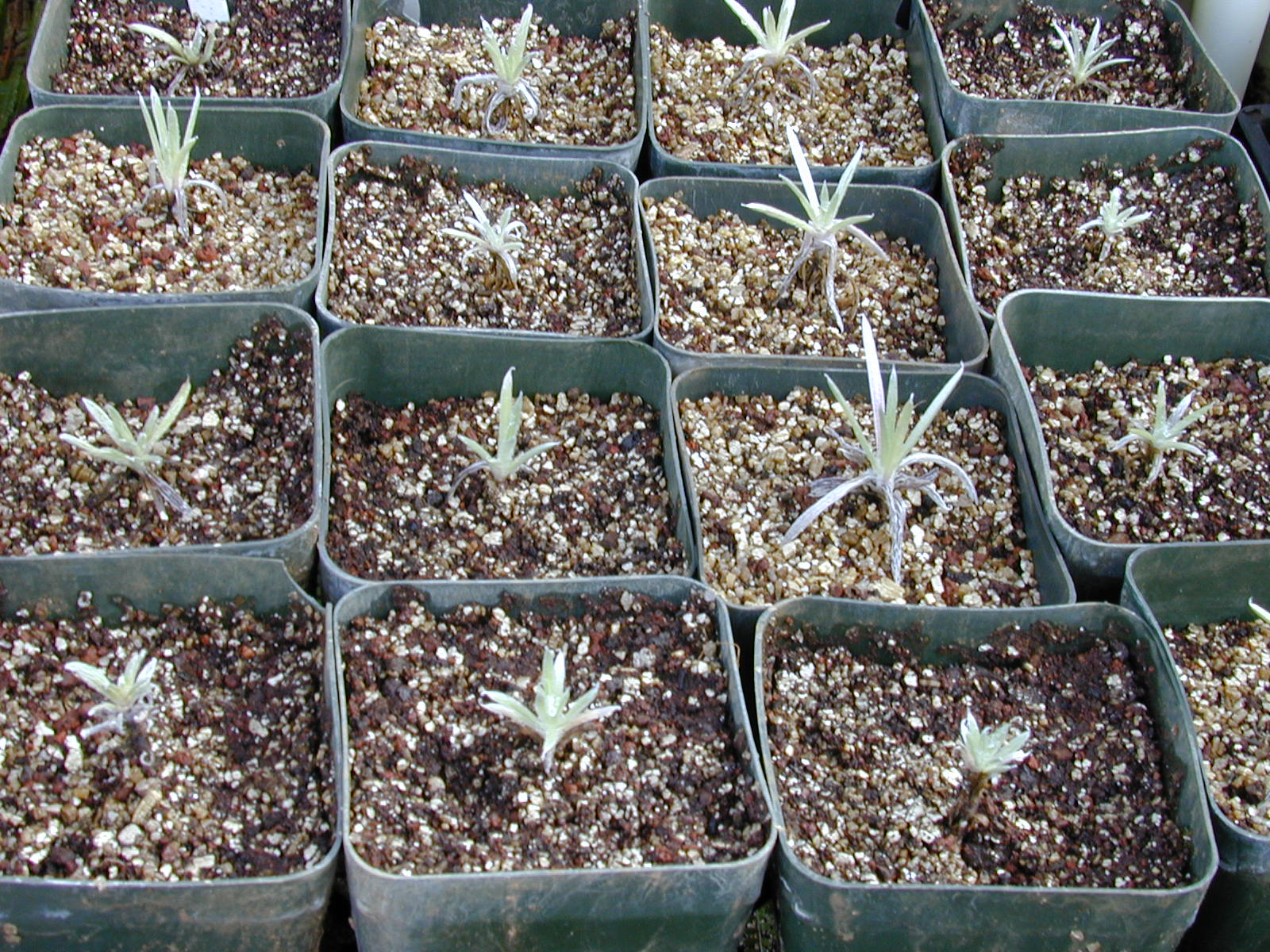
Tome plantas idénticas en desarrollo y dale fertilizante a la mitad de ellas. Si hay diferencias entre el tratamiento con fertilizante y el tratamiento sin fertilizante, estas diferencias pueden deberse al fertilizante, ya que no hubo otros factores que hayan afectado el resultado. Por ejemplo, si el fertilizante se aplicó por un tractor pero no se ha utilizado ningún tractor en el tratamiento sin fertilizante, entonces se deben controlar los efectos del tractor.

Un control científico es un experimento u observación diseñada para minimizar los efectos de variables además de la variable independiente. Esto aumenta la fiabilidad de los resultados, muchas veces a través de una comparación entre medidas de control y las otras medidas. Los controles científicos son parte  del método científico.

## Experimentos controlados
Los controles eliminan explicaciones alternativas de los resultados experimentales, especialmente errores experimentales y sesgo experimental. Muchos controles son específicos para el tipo de experimento que se está llevando a cabo, como los marcadores moleculares utilizados en los experimentos de SDS-PAGE, y pueden simplemente tener el propósito de asegurar que el equipo esté trabajando correctamente. La selección y el uso de controles apropiados para asegurar que los resultados experimentales sean válidos (por ejemplo, la ausencia de variables de confusión) pueden ser muy difíciles. Las medidas de control también pueden utilizarse para otros propósitos: por ejemplo, una medición del ruido de fondo de un micrófono con la ausencia de señal permite que el ruido sea sustraído de las mediciones posteriores de la señal, y así se produce una señal procesada de mayor calidad.
Por ejemplo, si un investigador alimenta a sesenta ratas de laboratorio con un endulzante artificial experimental y observa que luego diez de ellas se enferman, la causa subyacente podría ser el endulzante mismo o algo externo. Otras variables, que pueden no ser inmediatamente obvias, pueden interferir en el diseño experimental. Por ejemplo, el endulzante artificial podría estar mezclado con un diluyente y  es posible que el diluyente sea el que causa el efecto.  Para controlar para el efecto del diluyente, se añade otro tratamiento que es solamente el diluyente.  Ahora el experimento se controlado para determinar el efecto del diluyente y el investigador puede distinguir entre el endulzante, el diluyente y la ausencia de tratamiento.  Los controles son necesarios con mayor frecuencia en donde un factor de confusión no puede ser separado fácilmente de los tratamientos principales.  Por ejemplo,  puede ser necesario el uso de un tractor para aplicar fertilizante si es que no hay otro medio factible para aplicarlo.  La solución más sencilla es tener un tratamiento en donde un tractor se conduce sobre parcelas sin aplicar fertilizante y de esta manera se pueden controlar los efectos de la circulación del tractor.
Los tipos más simples de control son controles negativos y positivos, y ambos se encuentran en muchos tipos diferentes de experimentos. Estos dos controles, siendo ambos exitosos, son normalmente apropiados para eliminar más variables de confusión:  significa que el experimento produce un resultado negativo cuando se espera un resultado negativo, y un resultado positivo cuando se espera un resultado positivo.

### Negativo
Donde  hay sólo dos resultados posibles, por ejemplo positivos o negativos, si tanto el grupo de tratamiento y como el control negativo producen un resultado negativo, se puede inferir que el tratamiento no tuvo ningún efecto. Si el grupo de tratamiento y el control negativo producen un resultado positivo, se puede inferir que una variable equívoca está implicada en el fenómeno bajo estudio, y los resultados positivos no son sólo debido al tratamiento.
En otros ejemplos, los resultados podrían ser medidos como longitudes, tiempos, porcentajes, y demás. En el ejemplo de las pruebas del fármaco,  podríamos medir el porcentaje de pacientes curados. En este caso, el tratamiento se infiere para no tener ningún efecto cuando el grupo de tratamiento y el control negativo producen los mismos resultados. Se espera alguna mejora en el grupo de placebo debido al efecto de placebo, y este resultado establece la línea de base sobre la que el tratamiento tiene que mejorar. Incluso si grupo de tratamiento muestra una mejora,  necesita ser comparado con el grupo de placebo. Si los grupos muestran el mismo efecto, entonces el tratamiento no fue responsable de la mejora (porque el mismo número de pacientes se curaron sin la presencia del tratamiento). El tratamiento es eficaz solo si el grupo de tratamiento muestra mayor mejoría que el grupo de placebo.

### Positivo
Los controles positivos se utilizan a menudo para evaluar la validez de prueba. Por ejemplo, para evaluar la capacidad de una prueba nueva para detectar una enfermedad (su sensibilidad), lo podemos comparar con una prueba diferente, ya conocida, para trabajar. La prueba bien establecida es el control positivo , entonces ya sabemos que la respuesta a la cuestión (si los trabajos de prueba) es sí.
De manera similar, en un ensayo enzimático para medir la cantidad de una enzima en un conjunto de extractos, un control positivo sería un ensayo que contiene una cantidad sabida del enzima purificado (mientras que un control negativo no contendría ninguna enzima). El control positivo tendría que dar una gran cantidad de actividad enzimática, mientras que el control negativo tendría que dar muy por debajo de ninguna actividad.
Si el control positivo no produce el resultado esperado, puede haber algo incorrecto en el procedimiento experimental y el experimento se repite. Para experimentos difíciles o complicados, el resultado del control positivo también puede ayudar en comparación con resultados experimentales anteriores. Por ejemplo, si se determinó que la prueba de la enfermedad sólidamente establecida tiene la misma efectividad que cuando se encontró por investigadores anteriores, esto indica que el experimento está actuado de la misma manera en la que los investigadores anteriores lo hicieron.
Cuando sea posible, se pueden utilizar los controles positivos múltiples— si hay más de una prueba de enfermedad que se sabe que es eficaz, más de uno se puede probar. Los controles positivos múltiples también permiten mejores comparaciones a la de los resultados (calibración, o estandarización) si los resultados esperados de los controles positivos tienen medidas diferentes. Por ejemplo, en el ensayo enzimático desarrollado anteriormente, se puede producir una curva estándar por hacer muchas muestras diferentes con cantidades diferentes de la enzima.

### Aleatorización
En la aleatorización, los grupos que reciben diferentes tratamientos experimentales se determinan aleatoriamente. Aunque esto no asegura que no haya diferencias entre los grupos, asegura que las diferencias están distribuidas igualmente, de este modo corrige los errores sistemáticos.
Por ejemplo, en experimentos en donde la cosecha de cultivo se ve afectada ( la fertilidad de tierra, por ejemplo), el experimento se puede controlar mediante la asignación de los tratamientos para seleccionar de manera aleatoria las parcelas de tierra. Esto mitiga el efecto de variaciones en la composición de tierra en la cosecha.

### Pruebas ciegas
En las pruebas ciegas, se oculta al menos parte de la información de los participantes en los experimentos (pero no del investigador). Por ejemplo, para evaluar el éxito de un tratamiento médico, se le podría preguntar a un experto externo para que examine muestras de sangre de cada uno de los pacientes sin saber cuáles pacientes recibieron el tratamiento y cuáles no. Si las conclusiones del experto en cuanto a cuáles muestras representan el mejor resultado se relaciona con los pacientes que recibieron el tratamiento, esto le permite al investigador tener más confianza sobre la efectividad del tratamiento.
El cegador elimina efectos como sesgo de confirmación y pensamiento desiderativo que podrían ocurrir si las muestras estuvieron evaluadas por alguien que sabía qué muestras estaban en tal grupo.

### Experimentos a doble ciego
En los experimentos a doble ciego, al menos algunos de los participantes y algunos de los investigadores no poseen total información mientras que el experimento se lleva a cabo. Los experimentos a doble ciego se utilizan a menudo en pruebas clínicas de tratamientos médicos, para verificar que los efectos supuestos del tratamiento se produzcan solo por el tratamiento. Las pruebas son generalmente aleatorias y doblemente cegadas, con la comparación de dos (estadísticamente) grupos idénticos de pacientes. El grupo de tratamiento recibe el tratamiento, y el grupo de control recibe un placebo. El placebo es el "primer" ciego, y controla las expectativas de los pacientes que toman una píldora, que puede tener un efecto en los resultados de los pacientes. El "segundo" ciego, el de los investigadores, controla los efectos en las expectativas de los pacientes debido a diferencias involuntarias en el comportamiento del investigador. Como el investigador no sabe qué pacientes están en qué grupo, no puede, inconscientemente, influir en los pacientes. Después se termina el investigador, se quita el ciego y se analizan los resultados.
En las pruebas clínicas que incluyen un procedimiento quirúrgico, se utiliza un sham en el grupo operado para asegurar que la información refleje los efectos del experimento y que estos no son una consecuencia de la cirugía. En este caso, el cegamiento doble se lleva a cabo para asegurar que el paciente no sabe si su cirugía era real o una simulación y que los investigadores que evalúan los resultados de los pacientes sean diferentes de los cirujanos y no sepan qué pacientes están en qué grupo.